# Cantón de Allègre
El cantón de Allègre era una división administrativa francesa, que estaba situada en el departamento de Alto Loira y la región de Auvernia.

## Composición
El cantón estaba formado por ocho comunas:
- Allègre
- Bellevue-la-Montagne
- Céaux-d'Allègre
- Fix-Saint-Geneys
- La Chapelle-Bertin
- Monlet
- Varennes-Saint-Honorat
- Vernassal

## Supresión del cantón de Allègre
En aplicación del Decreto nº 2014-162 de 17 de febrero de 2014, el cantón de Allègre fue suprimido el 22 de marzo de 2015 y sus 8 comunas pasaron a formar parte; cuatro del nuevo cantón de Meseta del Alto Velay Granítico y cuatro del nuevo cantón de Saint-Paulien.